# 641 Agnes
641 Agnes је астероид главног астероидног појаса са средњом удаљеношћу од Сунца која износи 2,220 астрономских јединица (АЈ).
Апсолутна магнитуда астероида је 12,1 а геометријски албедо 0,068.